# Ján Marko
Ján Marko (* 6. September 1920) ist ein ehemaliger tschechoslowakischer Politiker der Kommunistischen Partei der Tschechoslowakei (KSČ) sowie der Kommunistischen Partei der Slowakei (KSS), der zwischen 1969 und 1971 Außenminister sowie von 1971 bis 1990 Erster Stellvertretender Präsident der Föderationsversammlung, des Parlaments der Tschechoslowakei, war.
Marko, der aus einer slowakischen Kleinbauernfamilie stammte, absolvierte ein Studium an der Slowakischen Handelshochschule in Bratislava. Nach dessen Abschluss wurde er 1947 Ingenieur der Slowakischen Magnesium-Werke, deren Direktor er zwischen 1951 und 1954 war. Mitte der 1950er Jahre begann er zudem sein politisches Engagement, als er auf dem X. Parteitag der Kommunistischen Partei der Tschechoslowakei (11.–15. Juni 1954) erstmals zum Mitglied des Zentralkomitees (ZK) der KSČ gewählt wurde. Er gehörte diesem Gremium zunächst bis zum XII. Parteitag (4.–8. Dezember 1962) an. Bei den Wahlen vom 28. November 1954 wurde er zum Mitglied des Slowakischen Nationalrates (SNR) gewählt, dem er bis zum 27. November 1971 angehörte. Im Dezember 1954 wurde er Nachfolger von Pavol Majling als Finanzkommissar des SNR; er bekleidete diese Funktion bis zu seiner Ablösung durch Ján Marcelly im März 1959.
Nachdem Marko zwischen 1960 und 1962 erneut Direktor der Slowakischen Magnesium-Werke war, fungierte er zwischen 1963 und 1968 als stellvertretender Vorsitzender des Slowakischen Nationalrates und war von 1963 bis 1965 Kommissar für Technik des SNR. Zwischenzeitlich wurde er auf dem XII. Parteitag der KSČ (4.–8. Dezember 1962) zunächst nur noch zum Kandidaten des ZK der KSČ gewählt. Am 10. November 1965 übernahm er in der Regierung Jozef Lenárt den Posten als Minister ohne Geschäftsbereich, den er bis zum 8. April 1968 innehatte. Darüber hinaus wurde er auf dem Parteitag der Kommunistischen Partei der Slowakei (12.–14. Mai 1966) auch Mitglied des ZK der KSS.
Am 1. Januar 1969 übernahm Marko das Amt des Außenministers in der Regierung Oldřich Černík II. Er behielt dieses Amt auch in den darauf folgenden Regierungen (Černík III und Štrougal I) bis zum 9. Dezember 1971, dann wurde er durch Bohuslav Chňoupek abgelöst. Zugleich wurde er am 1. Januar 1969 erstmals Mitglied der Föderationsversammlung, des Parlaments der Tschechoslowakei. Innerhalb des Parlaments war er zunächst bis zum 25. November 1971 Mitglied der Kammer der Völker, die aus 150 Mitglieder bestand, von denen jeweils 75 Mitgliedern aus den beiden Teilrepubliken Tschechische Sozialistische Republik und Slowakische Sozialistische Republik entsandt wurden. Auf dem XIV. Parteitag der KSČ (25.–29. Mai 1971) wurde er wieder zum Mitglied des ZK gewählt, dem er nunmehr bis 1990 angehörte. In der zweiten und dritten Legislaturperiode war er zwischen dem 27. November 1971 und dem 5. Juni 1981 Mitglied der Volkskammer, die sich aus 200 in Wahlbezirken gewählten Mitgliedern zusammensetzte.
Im Dezember 1971 wurde Marko Erster Stellvertretender Vorsitzender der Föderationsversammlung und war somit Vertreter von Parlamentspräsident Alois Indra. Zudem war er ab Dezember 1972 Vorsitzender der Tschechoslowakischen Parlamentariergruppe. Zuletzt gehörte er vom 7. Juni 1981 bis zum 28. Januar 1990 wieder der Kammer der Völker der Föderationsversammlung an.
Für seine langjährigen Verdienste wurde er mehrfach ausgezeichnet und erhielt unter anderem 1970 sowie 1980 den Orden der Republik.